# Райсленд (тауншип, Миннесота)
Райсленд (англ. Riceland) — тауншип в округе Фриборн, Миннесота, США. На 2000 год его население составило 489 человек.

## География
По данным Бюро переписи населения США площадь тауншипа составляет 93,4 км², из которых 93,4 км² занимает суша, водоёмов нет.

## Демография
По данным переписи населения 2000 года здесь находились 489 человек, 183 домохозяйства и 148 семей.  Плотность населения —  5,2 чел./км².  На территории тауншипа расположено 190 построек со средней плотностью 2,0 построек на один квадратный километр. Расовый состав населения: 99,59 % белых и 0,41 % приходится на две или более других рас. Испанцы или латиноамериканцы любой расы составляли 0,61 % от популяции тауншипа.
Из 183 домохозяйств в 35,0 % воспитывались дети до 18 лет, в 70,5 % проживали супружеские пары, в 4,9 % проживали незамужние женщины и в 18,6 % домохозяйств проживали несемейные люди. 15,8 % домохозяйств состояли из одного человека, при том 7,7 % из — одиноких пожилых людей старше 65 лет. Средний размер домохозяйства — 2,67, а семьи — 2,97 человека.
26,4 % населения — младше 18 лет, 7,6 % — в возрасте от 18 до 24 лет, 24,9 % — от 25 до 44, 26,4 % — от 45 до 64, и 14,7 % — старше 65 лет. Средний возраст — 41 год. На каждые 100 женщин приходилось 118,3 мужчин.  На каждые 100 женщин старше 18 приходилось 122,2 мужчин.
Средний годовой доход домохозяйства составлял 44 063 доллараов, а средний годовой доход семьи —  48 036 долларов. Средний доход мужчин —  32 708  долларов, в то время как у женщин — 20 313. Доход на душу населения составил 17 884 доллара. За чертой бедности находились 6,3 % семей и 8,3 % всего населения тауншипа, из которых 11,9 % младше 18 лет.